# جوستين فونتين
جوستين فونتين (بالفرنسية: Justin Fontaine)‏ (و. 1987  م) هو لاعب هوكي الجليد كندي.

## التعليم
تعلم في جامعة مينيسوتا دولوث.

## روابط خارجية
- جوستين فونتين على موقع دوري الهوكي الوطني (الإنجليزية)
- جوستين فونتين على موقع EliteProspects.com (الإنجليزية)
- جوستين فونتين على موقع HockeyDB.com (الإنجليزية)
- جوستين فونتين على موقع Hockey-Reference.com (الإنجليزية)